# ساشنه (گمینا بوتشکی)
ساشنه (به لهستانی:  Sasiny) یک روستا در لهستان است که در گمینا بوتشکی واقع شده‌است.